# Arvid Thelin
Arvid Thelin (i riksdagen kallad Thelin i Växjö), född 31 mars 1876 i Kattarps församling, Malmöhus län, död 16 december 1935 i Växjö stadsförsamling, Kronobergs län, var en svensk adjunkt vid Växjö högre allmänna läroverk och riksdagsman (högerpolitiker).
Thelin var ledamot av riksdagens första kammare från 1928, invald i Kronobergs läns och Hallands läns valkrets. Han skrev 14 egna motioner om undervisningsfrågor, särskilt om läroverkens organisation. En motion förordade utredning om sjukhjälp åt extralärare, en annan om resestipendier för lärare i främmande språk.